# Furkajoch

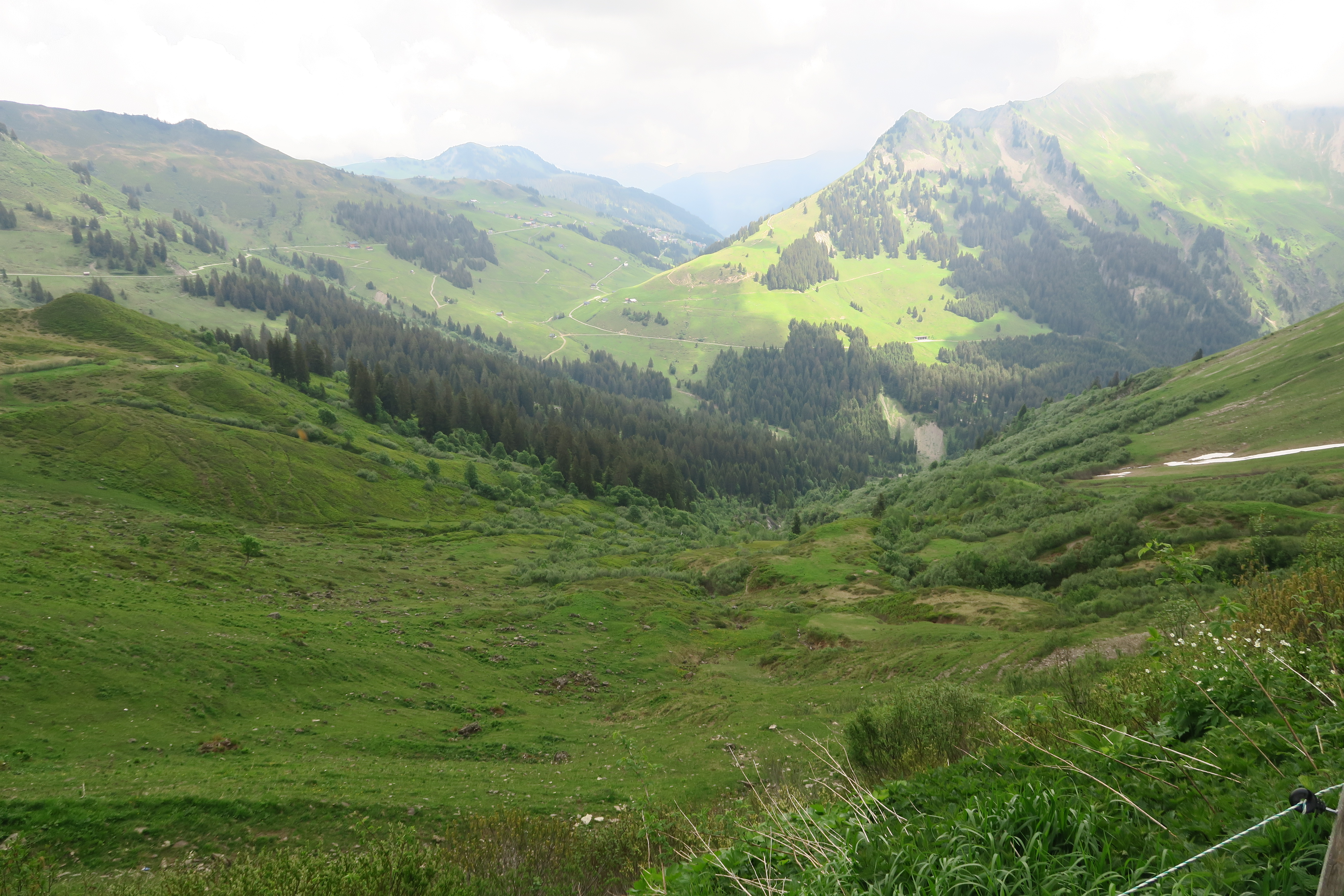
Furkajoch, kijkend in oostelijke richting.

Furkajoch is een 1760 meter hoge bergpas in Voralberg (deelstaat van Oostenrijk). De pas is op de verbindingsweg tussen Innerlaterns en Damüls (L51). Bovenop de pas is een bronzen gedenkplaat in de rotsen gemetseld. Het is een populaire stopplaats voor motorrijders. 
De weg is goed te berijden (asfalt), max. stijging is 14%.

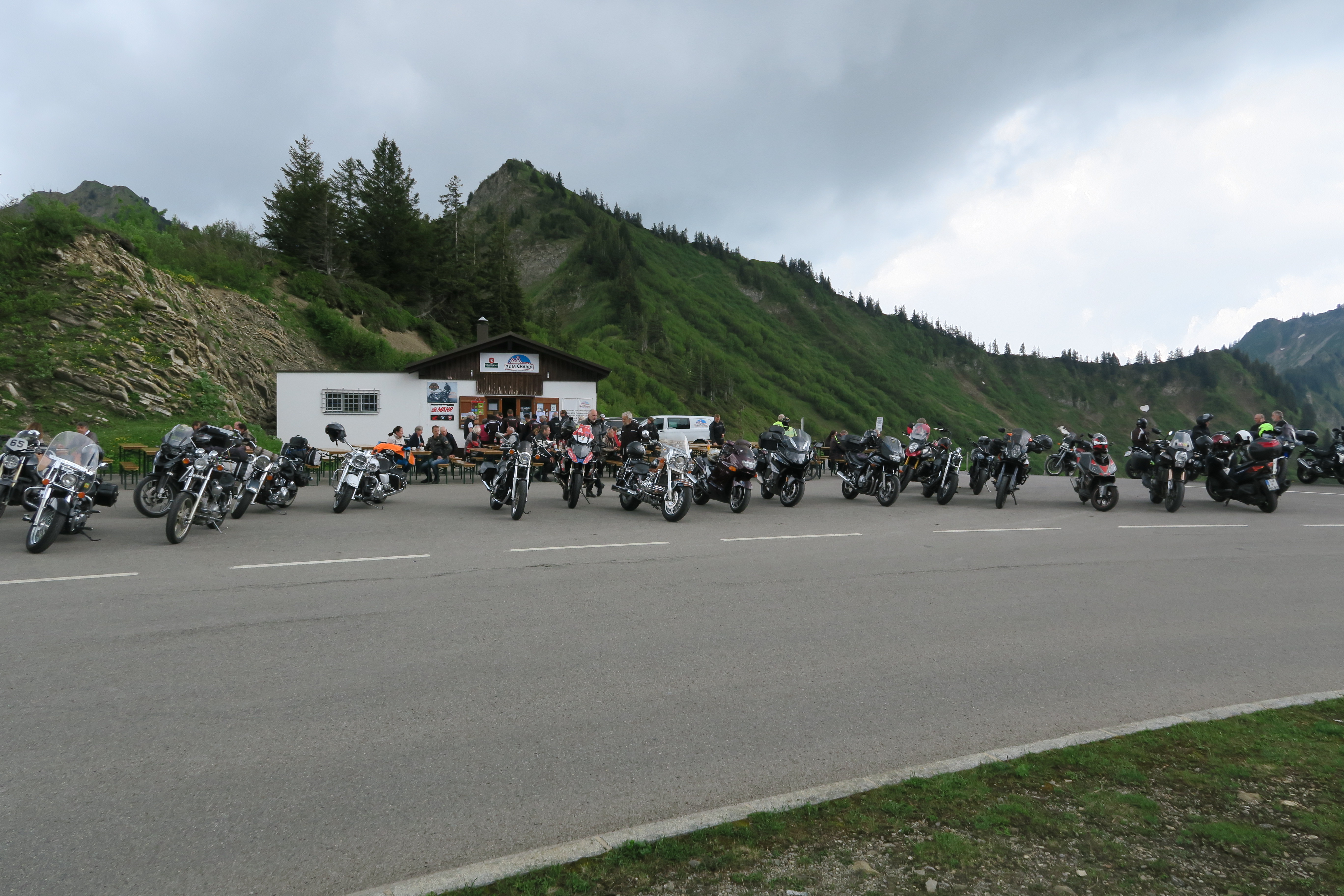
Stopplaats motorrijders.
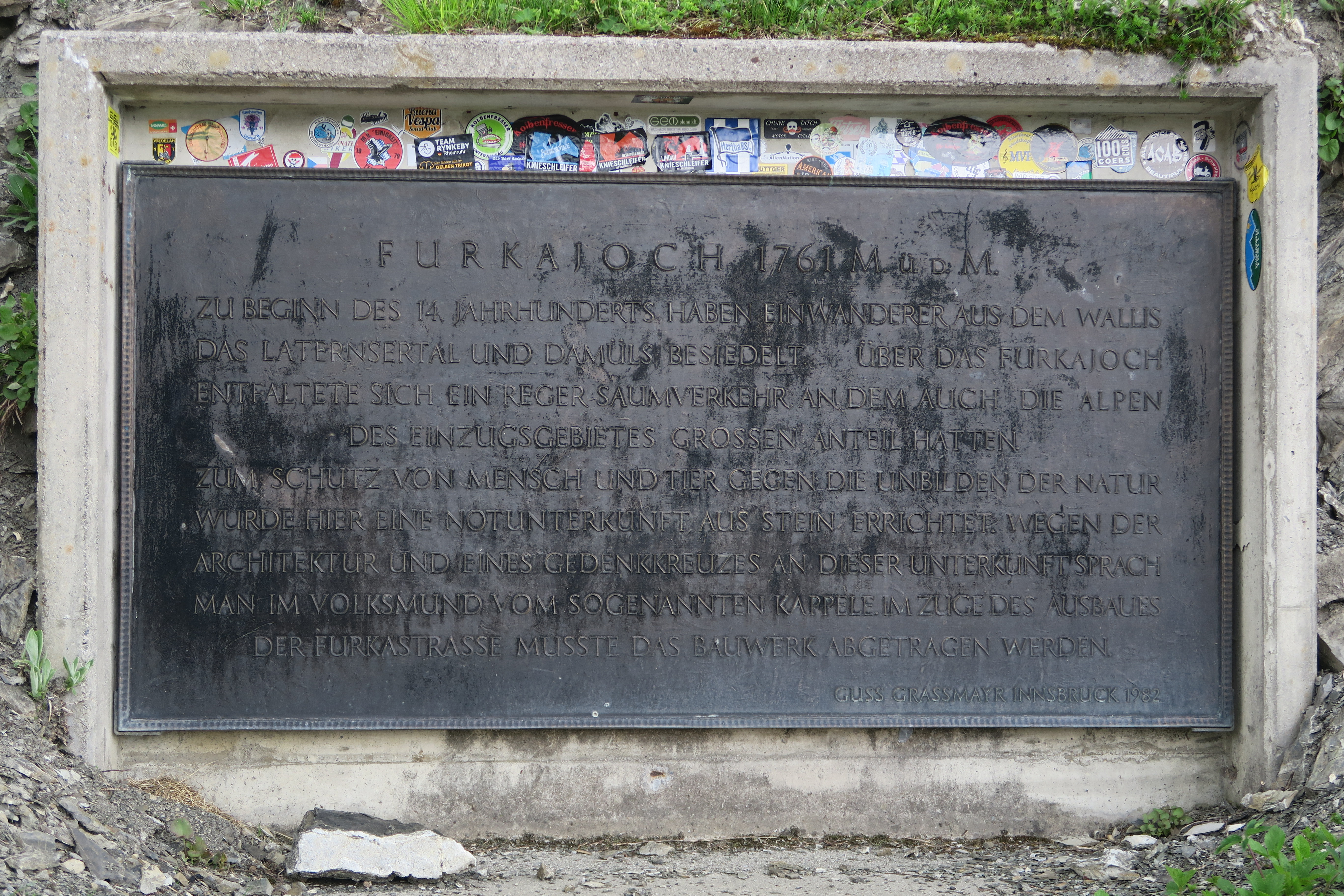
Gedenkplaat Furkajoch
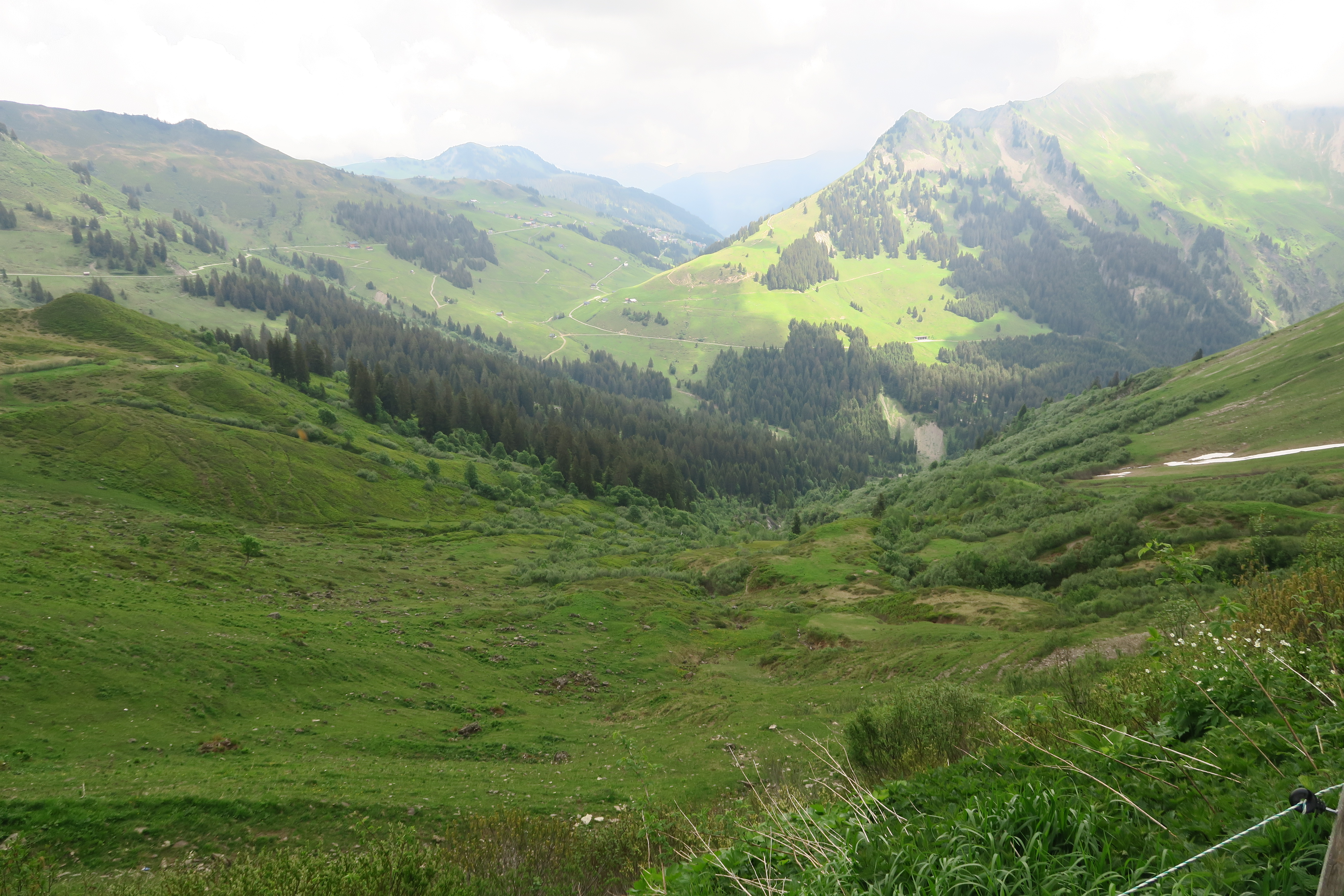
Furkajoch, uitzicht in oostelijke richting